# Свети Никола (Стеблево)
Вижте пояснителната страница за други значения на Свети Никола.
„Свети Никола“ (на албански: Shën Nikolla) е православна църква в голобърденското българско село Стеблево, Албания.
Църквата е енорийски храм на селото, което е българоговорещо, но православните са малцинство. Според предания църквата е от началото на XVIII век. Към 1940 година е била запазена за разлика от другата селска църква „Свети Спас“. Разрушена е по време на атеистичния комунистически режим в Албания. В началото на XXI век ръководителят на една от големите организации на албанските българи Хаджи Пируши създава инициативен комитет за възстановяване на църквата. На 16 октомври 2015 година със средства от дирекция „Вероизповедания“ към Министерския съвет на Република България, на Националния исторически музей, както и с дарения на местни хора, започва възстановяването на църквата.